# Musselmalet

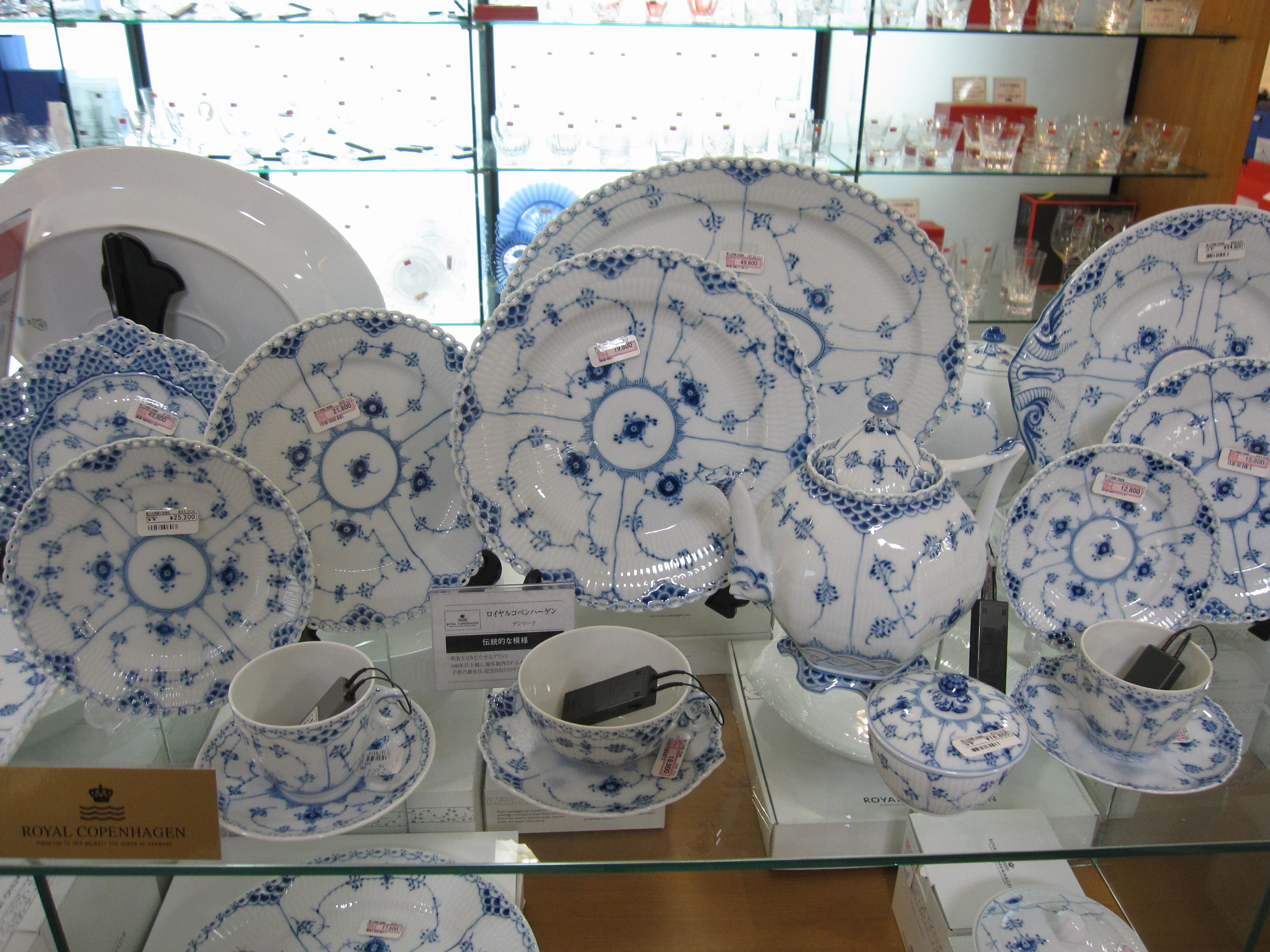

Musselmalet är ett mönster i porslinsserviser. Det är framförallt Den Kongelige Porcelænsfabrik i Köpenhamn (nu Royal Copenhagen) som har gjort det känt. 
Mönstret är inspirerat av kinesiskt porslin och den började tillverkas i Meissen i Tyskland på 1740-talet under namnet Strohblumen. Därifrån spred sig dekoren till andra porslinstillverkare. Den Kongelige Porcelainsfabrik började tillverka Musselmalet 1775 och sedan dess är servisen främst förknippad med dansk porslinstillverkning. Under Arnold Krogs ledning för Den Kongelige Porcelænsfabrik 1884–1916 förnyades dekoren och produktion i tre varianter inleddes: helblond med genombruten spetskant, halvblond med målad spetskant och räfflad med ett penselstreck som kantdekor. Även Bing & Grøndahl producerade porslinsserviser med musselmalet-dekoren.
Mönstret är vanligen blått på vit bakgrund, men även svart-, rött och grönfärgat mönster förekommer.